# North Augusta (Caroline du Sud)
North Augusta est une ville des comtés d'Aiken et d'Edgefield, dans l'État de la Caroline du Sud, aux États-Unis,. En 2020, elle compte une population de 24 379 habitants.

## Démographie
Lors du recensement de 2010, la ville comptait une population de 21 348 habitants, tandis qu'en 2030, elle s'élève à 24 379 habitants.